# Papilio demoleus
Papilio demoleus са вид насекоми от семейство Лястовичи опашки (Papilionidae). Разпространени са в тропическите области от Арабския полуостров до Австралия, като навлизат инвазивно в някои части на Америка. Ларвите им са вредител по насажденията с цитрусови култури.